# Zêkog

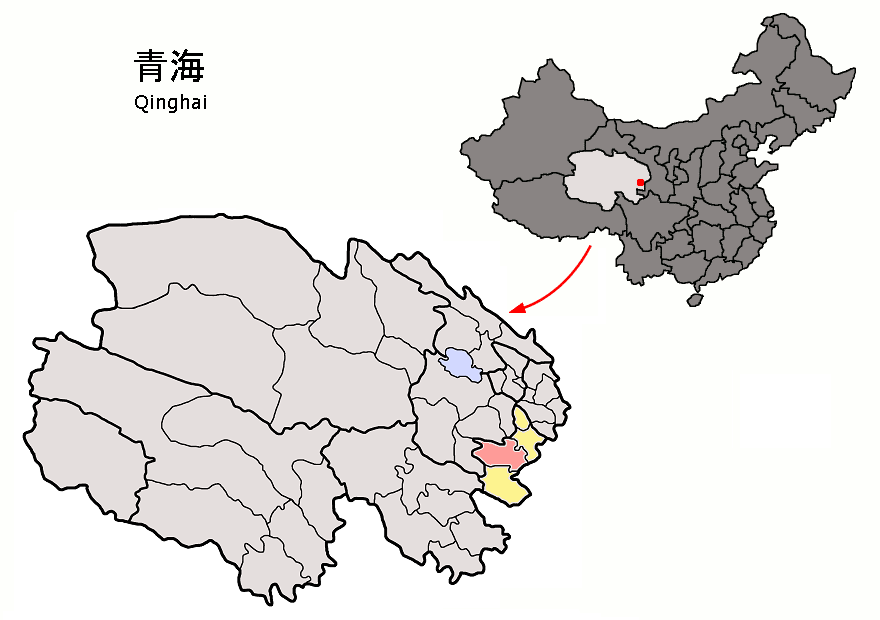
Lage Zêkogs (rosa) in Huangnan (gelb)

Zêkog (Tsekhog) (tib. རྩེ་ཁོག་རྫོང; Wyl.: rtse khog rdzong; chin. Zeku 泽库县) ist ein Kreis im Osten der chinesischen Provinz Qinghai. Er gehört zum Verwaltungsgebiet des Autonomen Bezirks Huangnan der Tibeter. Zêkog hat eine Fläche von 6.574 km² und zählt 75.659 Einwohner (Stand: Zensus 2020). Sein Hauptort ist die Großgemeinde Zêqu (泽曲镇).

## Ethnische Gliederung der Bevölkerung (2000)
Beim Zensus im Jahr 2000 hatte Zêkog 54.288 Einwohner.
| Name des Volkes | Einwohner | Anteil  |
| --------------- | --------- | ------- |
| Tibeter         | 52.721    | 97,11 % |
| Han             | 757       | 1,39 %  |
| Hui             | 379       | 0,7 %   |
| Salar           | 285       | 0,52 %  |
| Tu              | 74        | 0,14 %  |
| Mongolen        | 17        | 0,03 %  |
| Uiguren         | 15        | 0,03 %  |
| Bonan           | 14        | 0,03 %  |
| Bai             | 10        | 0,02 %  |
| Bouyei          | 5         | 0,01 %  |
| Dongxiang       | 4         | 0,01 %  |
| Sonstige        | 7         | 0,01 %  |